# Cleome austroarabica
Cleome austroarabica är en paradisblomsterväxtart. Cleome austroarabica ingår i släktet paradisblomstersläktet, och familjen paradisblomsterväxter.

## Underarter
Arten delas in i följande underarter:
- C. a. austroarabica
- C. a. muscatensis